# No Way to Say
No Way to Say (No way to say; Não há como dizer) é o 31º single da cantora Japonesa Ayumi Hamasaki. O single foi lançado em 6 de novembro de 2003. A música foi lançada em ordem de promover o mini-álbum/EP Memorial Address. O vídeo para a música principal do single, ganhou o prêmio de "Best Pop Video" (Melhor Vídeo Pop) no MTV Video Music Awards Japan, e o single ganhou o ‘’Japan Records Awards’’ (equivalente ao Grammy) de 2003.
O Single foi certificado Platina (Platinum) pela RIAJ por vender mais de 250,000 cópias.

## Informações
Este single, foi o último a conter mais de 2 remixes ou versões alternativas das faixas, até o lançamento de Rule / Sparkle em 2009.

## Lista de músicas
1. No Way to Say (No way to say; Não há como dizer)  — 4:46
2. No Way to Say (Versão acústica) — 4:14
3. Seasons (SEASONS; Estações; Versão com Orquestra)
4. Dearest (Precioso, Amado; Versão com Orquestra)
5. Voyage (Viagem; Versão com Orquetra) — 4:47
6. No Way to Say (Vandalize/Realize Mix)
7. No Way to Say (Instrumental)

## Apresentações ao vivo
- 3 de Outubro, 2003 – Music Station
- 1 de Novembro, 2003 – Ayu Ready?
- 6 de Novembro, 2003 – AX Music
- 7 de Novembro, 2003 – Music Station
- 15 de Novembro, 2003 – CDTV
- 15 de Novembro, 2003 – PopJam
- 19 de Novembro, 2003 – Sokuhou Uta no Daijiten
- 28 de Novembro, 2003 – Best Hit Song Festival
- 29 de Novembro, 2003 – Ayu Ready?
- 1 de Dezembro, 2003 – Hey! Hey! Hey!
- 3 de Dezembro, 2003 – FNS Music Festival
- 17 de Dezembro, 2003 – Best Artist
- 20 de Dezembro, 2003 – Ayu Ready?
- 22 de Dezembro, 2003 – Hey!Hey!Hey! Christmas Special – "No Way to Say (Acoustic Version)"
- 23 de Dezembro, 2003 – Happy X-mas SHOW!
- 26 de Dezembro, 2003 – Music Station Super Live
- 31 de Dezembro, 2003 – Kouhaku Uta Gassen
- 31 de Dezembro, 2003 – Japan Record Awards (2 performances)
- 31 de Dezembro, 2003 – CDTV Special 2004-2005
- 14 de Março, 2004 – Japan Gold Disc Awards
- 23 de Dezembro, 2007 – HAPPY X-mas SHOW!

## Oricon & Vendas
Oricon Sales Chart (Japão)
| Lançamento          | Parada                | Posição topo | Primeira semana de vendas | Total   | Tempo nas paradas |
| ------------------- | --------------------- | ------------ | ------------------------- | ------- | ----------------- |
| 6 de Novembro, 2003 | Oricon Parada Diária  |              |                           | 371,200 | 12 (semanas)      |
| 6 de Novembro, 2003 | Oricon Parada Semanal | 1            | 176,229                   | 371,200 | 12 (semanas)      |
| 6 de Novembro, 2003 | Oricon Parada Mensal  | 1            | 176,229                   | 310,861 | 12 (semanas)      |
| 6 de Novembro, 2003 | Oricon Parada Anual   | 32 (2003)    | 176,229                   | 242,473 | 12 (semanas)      |